# Robert Duncan McNeill
Robert Duncan McNeill, detto Robbie (Raleigh, 9 novembre 1964), è un attore e regista statunitense, famoso in particolare per aver interpretato il personaggio di Tom Paris nella serie televisiva Star Trek: Voyager.

## Biografia
McNeill è nato nella Carolina del Nord, ma ha trascorso la sua infanzia a Washington e quindi ad Atlanta, in Georgia.
Dopo il diploma si è trasferito a New York, dove ha studiato recitazione e dove ha ottenuto il ruolo di Charlie Brent La valle dei pini (All My Children). In seguito ha girato diversi film e serie televisive.
Ha inoltre recitato a teatro nel Romeo e Giulietta di William Shakespeare nel ruolo di Romeo e nel 1988 interpreta Jack nel tour statunitense di Into the Woods.
Ha diretto vari lungometraggi, nonché quattro episodi di Star Trek: Voyager (Anima e corpo; Qualcuno che vegli su di me; Unito e Terra sacra), quattro episodi di Star Trek: Enterprise (Conto alla rovescia; Il crepuscolo del tempo; Il recupero e Guerra temporale) e sette episodi di Dawson's Creek.
Ha recitato nell'episodio Il primo dovere (The First Duty) (1992) nella serie Star Trek: The Next Generation nel ruolo del cadetto dell'accademia stellare Nicholas Locarno.

## Vita Privata
McNeill e la sua prima moglie, Carol Seder, hanno avuto tre figli insieme prima di divorziare nel 2015, Taylor (11 giugno 1990), Kyle (12 aprile 1994), Carter Jay (21 gennaio 1998). Nel 2005, McNeill ha diretto l'allora figlia adolescente, Taylor, quando ha avuto un piccolo ruolo nell'episodio " Le Pleiadi " della serie Summerland . Suo figlio Kyle è un cantautore. McNeill ha sposato Rebecca Jayne Sims a Vancouver, Canada, il 7 marzo 2021, e attualmente vive a Los Angeles.

## Riconoscimenti
- Ha vinto il "Dramalogue Award" come migliore attore per la sua interpretazione di Romeo nel Romeo e Giulietta al Ford Theatre.

## Filmografia parziale

### Attore

#### Cinema
- Pelle di sbirro (Sharky's Machine), regia di Burt Reynolds (1981)
- I dominatori dell'universo (Masters of the Universe), regia di Gary Goddard (1987)
- Trekkies, regia di Roger Nygard (1997) - docufilm

#### Televisione
- Ai confini della realtà (The Twilight Zone) - serie TV, episodio 1x15 (1985)
- La valle dei pini (All My Children) - soap opera (1986-1988)
- Mothers, Daughters and Lovers - film TV (1989)
- Flour Babies - serie TV (1990)
- In viaggio nel tempo (Quantum Leap) - serie TV, episodio 2x17 (1990)
- Lucky/Chances (Lucky Chances), regia di Buzz Kulik (1990) - miniserie
- Avvocati a Los Angeles (L.A. Law) - serie TV, episodio 6x02 (1991)
- Spies, regia di Kevin Connor  - film TV (1992)
- Homefront - serie TV, 4 episodi (1992)
- Star Trek: The Next Generation - serie TV, episodio 5x19 (1992) - Nicholas Locarno
- Going to Extremes - serie TV, 17 episodi (1992-1993)
- Second Chances - serie TV, 3 episodi (1994)
- One More Mountain - film TV (1994)
- Wild Oats - serie TV, episodio 1x01 (1994)
- Sisters - serie TV (1994)
- La signora in giallo (Murder, She Wrote) - serie TV, episodio 11x04 (1994)
- Star Trek: Voyager - serie TV, 172 episodi (1995-2001) - Tom Paris
- Ultime dal cielo (Early Edition) - serie TV, episodio 3x21 (1999)
- Oltre i limiti (The Outer Limits) - serie TV, episodio 7x21 (2002)
- Infested - Lo sciame (Infested) (2002)
- Crossing Jordan - serie TV, episodio 2x01 (2005)

### Regista
- The Battery - cortometraggio (1998)
- 9mm of Love (2000)
- The Journey of Allen Strange - serie TV, episodio 3x13 (2000)
- Star Trek: Voyager - serie TV, 4 episodi (1996-2000)
- Everwood - serie TV, un episodio (2002)
- Dawson's Creek - serie TV, 7 episodi (2001-2003)
- One Tree Hill - serie TV, 2 episodi (2003-2004)
- Star Trek: Enterprise - serie TV, 4 episodi (2001-2004)
- The Days - serie TV, 2 episodi (2004)
- Dead Like Me - serie TV, 2 episodi (2003-2004)
- Eyes - serie TV, un episodio (2005)
- Summerland - serie TV, 4 episodi (2004-2005)
- Supernatural - serie TV, un episodio (2005)
- Medium - serie TV, un episodio (2005)
- Las Vegas - serie TV, 3 episodi (2004-2005)
- Desperate Housewives - serie TV, 2 episodi (2005)
- The O.C. - serie TV, 2 episodi (2006)
- The Knights of Prosperity - serie TV (2006)
- My Boys - serie TV (2006)
- The Danny Comden Project - serie TV (2006)
- Jump - film TV (2006)
- Standoff - serie TV (2006)
- In Case of Emergency - serie TV, un episodio (2007)
- Warehouse 13 - serie TV (2009 - 2014)
- Chuck - serie TV - episodio 5x13 (2012)
- Resident Alien - serie TV, 6 episodi (2021, 2022)
- The Orville - serie TV, 3 episodi (2019)

### Produttore
- The Battery (1998)
- Monster! - film TV (1999)
- 9mm of Love (2000)
- Chuck (2007)

### Sceneggiatore
- The Battery (1998)
- 9mm of Love (2000)

## Doppiatori italiani
Nelle versioni in italiano delle opere in cui ha recitato, Robert Duncan McNeill è stato doppiato da:
- Fabrizio Manfredi in Star Trek: The Next Generation
- Francesco Bulckaen in La signora in giallo
- Marco Bolognesi in Star Trek: Voyager (st. 1)
- Nanni Baldini in Star Trek: Voyager (st. 2-4)
- Teo Bellia in Star Trek: Voyager (st. 5-7)
- Riccardo Rossi ne I dominatori dell'universo